# Alexis Bachelay
Pour les articles homonymes, voir Bachelay.
Alexis Bachelay, né le 19 août 1973 à Saint-Maur-des-Fossés (Val-de-Marne), est un homme politique français, député socialiste des Hauts-de-Seine de 2012 à 2017 et deuxième adjoint au maire de Colombes depuis 2020.

## Études et vie professionnelle
Après quatorze ans passés à Champigny-sur-Marne (Val-de-Marne), Alexis Bachelay suit ses parents buralistes à Nice. À 20 ans, il revient à Paris poursuivre ses études. Après l'obtention d'un DESS de communication et de sciences politiques à l’université Paris 1 Sorbonne, Alexis Bachelay devient attaché territorial à la ville de Nanterre où il occupera un poste de 2001 à 2012.
En novembre 2017, Alexis Bachelay devient chef d’entreprise avec la création d’ABConsulting, qui accompagne des entreprises dans le domaine du développement durable, des transports et de l'énergie[réf. nécessaire]. 
En septembre 2018, il devient animateur de l’émission de débat Et si on en parlait sur Radio Orient (en arabe : Izaat al Charq)[réf. nécessaire].

## Carrière politique

### Débuts dans la politique locale
Après un engagement associatif en 1996 au Manifeste contre le Front National, un passage au MJS, Alexis Bachelay adhère au Parti socialiste en 2002. Lors des élections municipales de mars 2008, il est élu conseiller municipal de Colombes sur la liste conduite par Philippe Sarre (PS). Adjoint au maire, il est chargé du développement durable, des transports et du stationnement. Il a en outre la charge de l'application locale de l'Agenda 21.
Il est élu député en juin 2012.

### Député des Hauts-de-Seine
Alexis Bachelay est candidat aux élections législatives de 2012 dans la première circonscription des Hauts-de-Seine. Il arrive en tête du premier tour avec 32,51 % des voix, devançant le député communiste sortant Roland Muzeau (29,76 %). Alors que ce dernier se désiste en sa faveur, Alexis Bachelay est donc élu avec 100 % des voix, dans un contexte de faible participation (33,92 % de votants, 23,19 % de votes blancs et nuls),.
Alexis Bachelay est battu dès le premier tour des élections législatives de 2017 avec 9,33 % des voix. Elsa Faucillon (PCF) lui succède à l'Assemblée.

#### Prises de position
Alexis Bachelay s’est engagé à plusieurs reprises sur l’obtention d’une paix juste au Proche-Orient et d’une reconnaissance d’un État palestinien. En novembre 2014, il défend une proposition de résolution socialiste sur la reconnaissance de la Palestine, adoptée par l'Assemblée nationale. Il a appelé à plusieurs reprises à ce que la France engage une initiative pour la paix au Proche-Orient avec l’ensemble de la communauté internationale et qu’en cas d’échec des négociations, la France reconnaisse l’État palestinien. Une revendication qui n’a pu aboutir. Porte-parole de la campagne de Benoit Hamon à partir du 18 novembre 2016, l'équipe de Manuel Valls lui reproche en janvier 2017 d'avoir participé au gala annuel du Collectif contre l'islamophobie en France en 2014, une association controversée. Il a également invité le porte-parole de l'association, Yasser Louati, lors d'une réunion publique consacrée à « La France face au terrorisme »,.
Il a déposé le 23 juin 2016 un amendement dans le cadre de l’examen du projet de loi Égalité et citoyenneté afin que le boycott ne soit plus un délit, ce qui permettrait au mouvement BDS de pouvoir à nouveau légalement appeler au boycott de produits issus des colonies israéliennes,. L'exposé des motifs de l'amendement précise : "ainsi ne serait pas visée la nationalité d’une entreprise ou d’une personne, mais bien des lieux et des conditions de production"[source secondaire nécessaire]. 
En mai 2016, il se range parmi les députés frondeurs, signataires de la motion de censure de gauche contre le projet de loi Travail. Néanmoins, la motion de censure n'aboutit pas car il manque deux voix pour la déposer. Le 6 juillet 2016, à l'occasion du deuxième passage du texte devant l'Assemblée nationale, il ne signe pourtant pas la motion de censure des députés frondeurs, des écologistes et des communistes. Il manque là encore deux voix pour que cette motion de censure puisse être déposée.
Il dépose un amendement concernant le PLFSS 2017 proposant de réintroduire, en prévoyance d'entreprises, un mécanisme de désignation obligatoire et contraignant rebaptisé « mutualisation » qui consisterait à autoriser les branches à imposer deux assureurs au lieu d’un et à laisser choisir les entreprises de la branche entre ces deux assureurs désignés. Cette procédure serait garante de la liberté contractuelle défendue par le Conseil constitutionnel dans sa décision du 13 juin 2013. Par ailleurs, la déclaration d'intérêts et d'activité déposés à l'Assemblée nationale mentionne que son conjoint ou partenaire ou concubin est employé par le groupe de prévoyance Klesia,.
Alexis Bachelay est nommé le 18 novembre 2016 parmi les porte-parole de Benoît Hamon, candidat victorieux de la primaire citoyenne de 2017. Benoît Hamon présente le 11 février 2017 son nouvel organigramme de campagne à la présidentielle, au sein duquel Alexis Bachelay est chargé de co-animer la permanence présidentielle du candidat dans l'équipe nationale de campagne ; par ce changement une rumeur est lancée sur un « retrait ».
Il prend ensuite un congé parental pour s’occuper de ses deux enfants, puis une mise en disponibilité pour création d’entreprise.

### Adjoint au maire à la ville de Colombes
En 2020, Alexis Bachelay est élu adjoint au maire de la ville de Colombes (Hauts-de-Seine), après la victoire de la liste « Pour Colombes » conduite par Patrick Chaimovitch. Il obtient la responsabilité de l'aménagement durable, de l'urbanisme et du renouvellement urbain.

### Au Parti socialiste
Le 18 juillet 2012, il intègre la direction du PS à la fonction de secrétaire national[réf. nécessaire].
Depuis janvier 2013, Alexis Bachelay co-anime le collectif La Gauche forte, constitué de parlementaires PS. Il en est le cofondateur avec Yann Galut et Patricia Schillinger. Ce collectif est conçu comme une cellule de riposte à la droitisation de la société. Alexis Bachelay collabore pour la Gauche forte la rédaction d’un ouvrage intitulé Le Guide anti-FN, publié en février 2014 pour réaliser une analyse critique du projet économique du Front national.
En avril 2015, dans la perspective du congrès socialiste de Poitiers, il est parmi les premiers signataires de la Motion D « La fabrique socialiste », dont la première signataire est Karine Berger. Il est membre du Conseil national et du Bureau national du Parti socialiste.

## Polémiques
En octobre 2016, il est mis en cause par le livre Nos très chers émirs de Georges Malbrunot et Christian Chesnot. Ils lui reprochent d'avoir « cherché des financements pour sa campagne des législatives auprès de l’ambassade du Qatar ». Alexis Bachelay conteste ces affirmations et annonce immédiatement qu'il va porter plainte. La plainte avec constitution de parties civiles est déposée en décembre 2016. Messieurs Malbrunot et Chesnot ont été condamnés le 22 octobre 2019 par jugement de la 17e chambre correctionnelle du TGI de Paris.

## Ouvrages collectifs
- La Gauche Forte, Le Guide anti-FN : Ce qui se passerait vraiment si on sortait de l'euro, si on fermait les frontières et si on mettait Marine Le Pen à l'Élysée, Librio[30].
- Karine Berger, Yann Galut, Valérie Rabault et Alexis Bachelay, Contre la mort de la gauche, Cohérence socialiste, 2014, 140 p.